# Kuchyně Papuy Nové Guiney

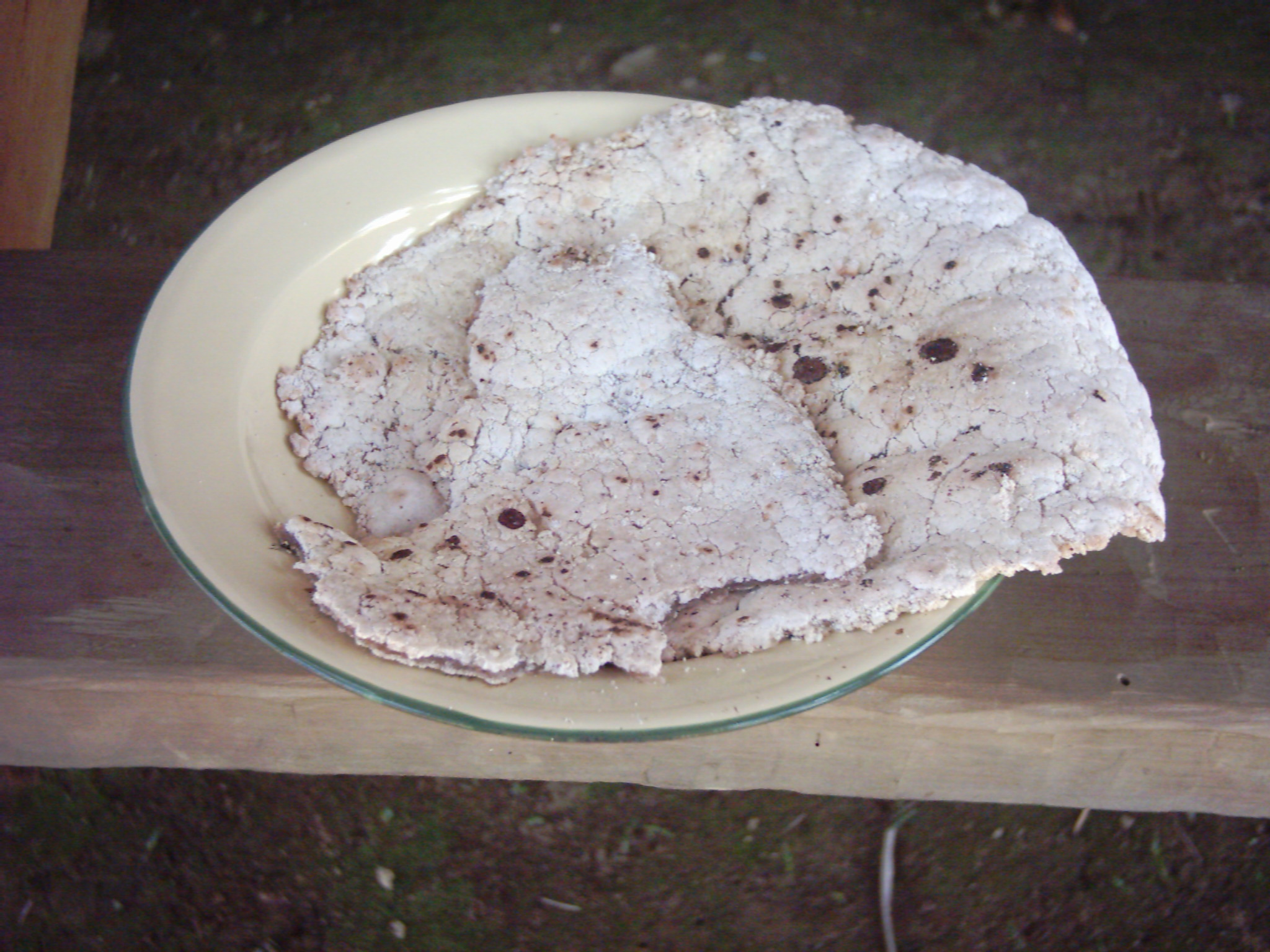
Placky ze sága

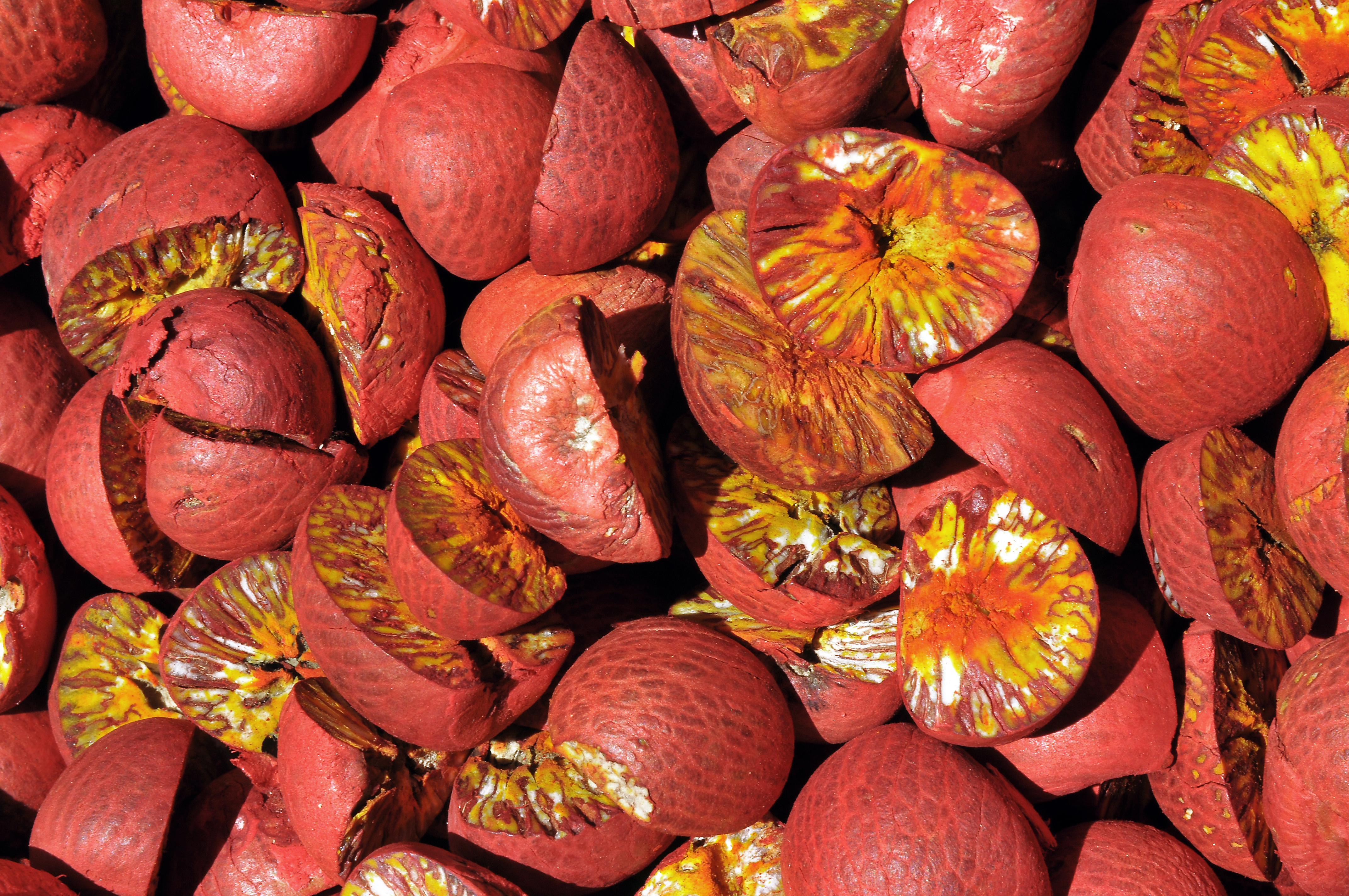
Arekové ořechy

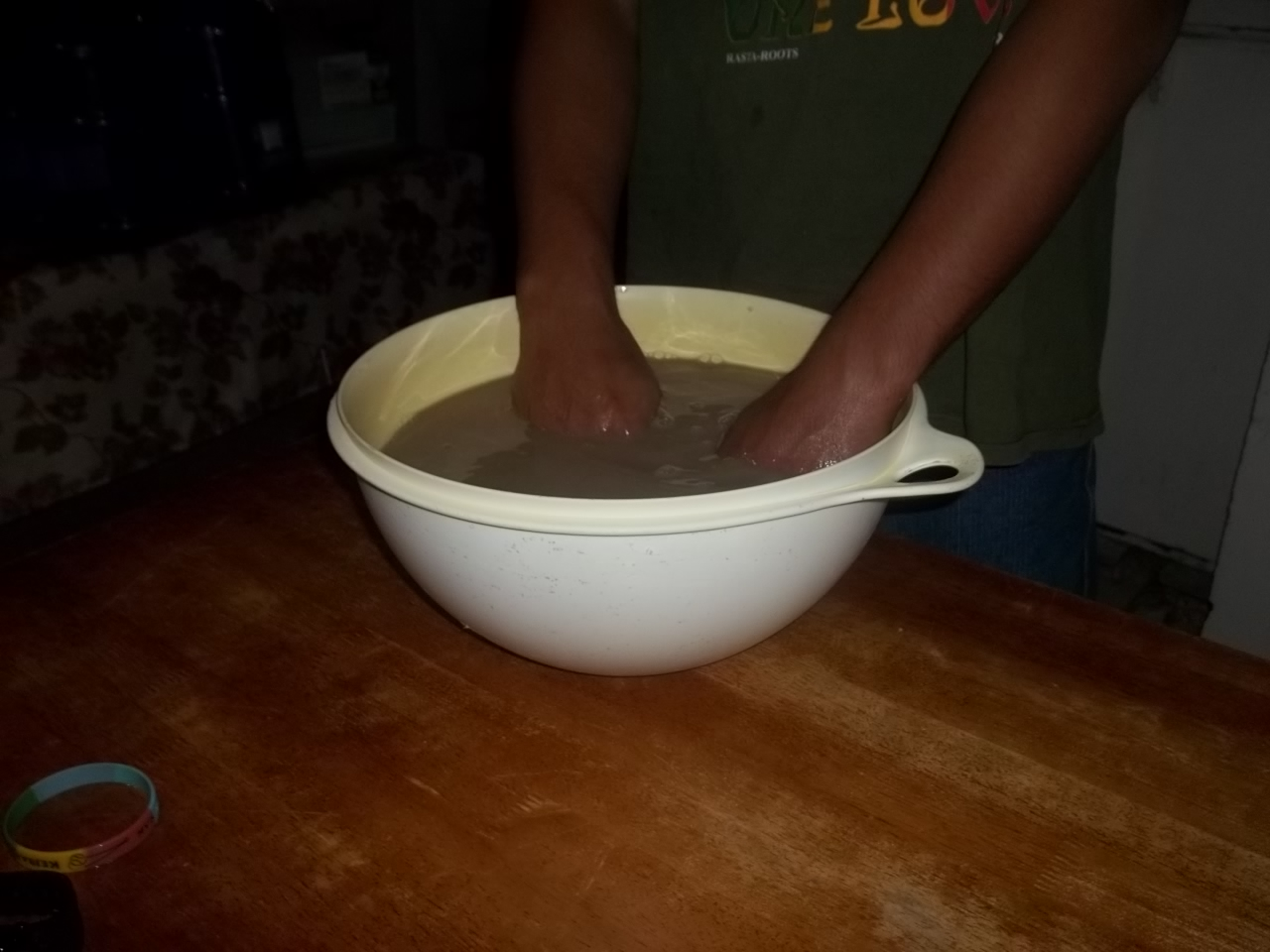
Kava

Papuánská kuchyně vychází z místní domorodé kuchyně. Většina obyvatel Papuy Nové Guiney jsou samozásobitelští zemědělci, tudíž je naprostá většina surovin lokálně pěstovaná a jen velmi málo surovin se dováží. Mezi základní potraviny patří ságo, batáty, kořenová zelenina a různé druhy tropického ovoce. Papuánská jídla bývají často vegetariánská, především pak v horských oblastech. V pobřežních oblastech se více používají ryby a mořské plody, v menší míře je také v papuánské kuchyni používáno vepřové maso.

## Příklady papuánských jídel
Příklady papuánských jídel:
- Mumu, jedná se o způsob přípravy jídla ve vyhloubené díře v zemi, zakryté horkými kameny. Obvykle se tímto způsobem připravuje směs zeleniny a masa.
- Ságo, škrob z palmy ságovníku, ze kterého jsou vyráběny různé placky nebo knedlíčky saksak
- Saksak, knedlíčky ze sága
- Kokoda, rybí maso vařené v omáčce z kokosu a limetky, podobné peruánskému ceviche
- Dia, dezert ze sága, kokosu a banánu
- Dušené kuře se zeleninou a kokosovým mlékem
- Buai, arekový ořech, které je žvýkán s hořčicí a práškem z mušlí, navozuje euforické stavy[4][5]

## Příklady papuánských nápojů
Příklady papuánských nápojů:
- Káva, káva je jedním z nejdůležitějších vývozních artiklů země
- Pivo, převážně dovážené
- Kava, nápoj z pepřovníku opojného, populární především v ostrovní části Papuy Nové Guiney